# アンフォラ

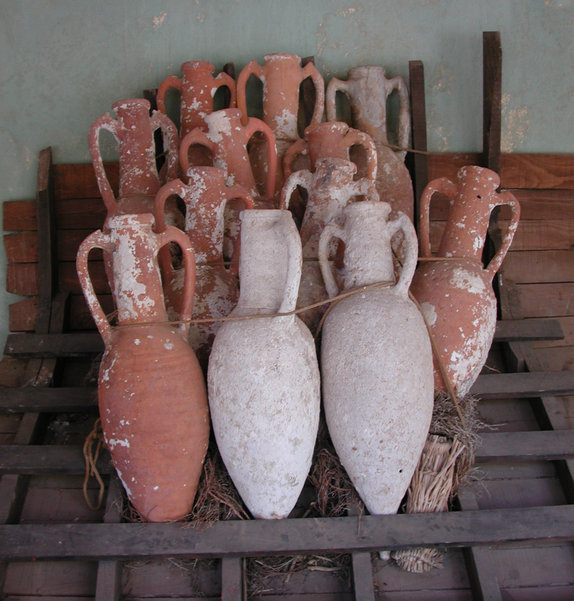
トルコ、ボドルム城に展示されたアンフォラ

アンフォラもしくはアンポラ（amphora、複数形は amphorae もしくは amphoras）とは、陶器の器の一種で、2つの持ち手と、胴体からすぼまって長く伸びる首を有する。 
アンフォラは最初、紀元前15世紀ごろのレバノンからシリアの海岸に現れて古代世界に広まり、古代ギリシア・ローマにおいては、ブドウ、オリーブ・オイル、ワイン、植物油、オリーブ、穀物、魚、その他の必需品を運搬・保存するための主要な手段として用いられた。

ドレッセル 1B タイプのアンフォラ
1 : 縁 2 : 首 3 : 持ち手 4 : 肩 5 : 胴 6 : 脚

アンフォラはギリシア時代から産業として生産され、地中海世界で7世紀ごろまで使用された。その後、木や皮の容器がアンフォラにかわって使用されたようである。
海洋考古学者にとってもアンフォラは有益である。沈没船のアンフォラからは、しばしば難破した船の時代や国籍を知ることができるのである。それらは時折、もとの内容物がまだ残るほどの、たいへんよい保存状態で発見される。そこから、古代地中海の人々の食習慣や売買システムなど、貴重な情報を得ることができるのである。
アンフォラには2種類のタイプが存在する。ひとつは首と胴体とが鋭い角度で接続するネック・タイプ、もうひとつは首と胴体とが連続して湾曲線を描くワンピース・タイプである。

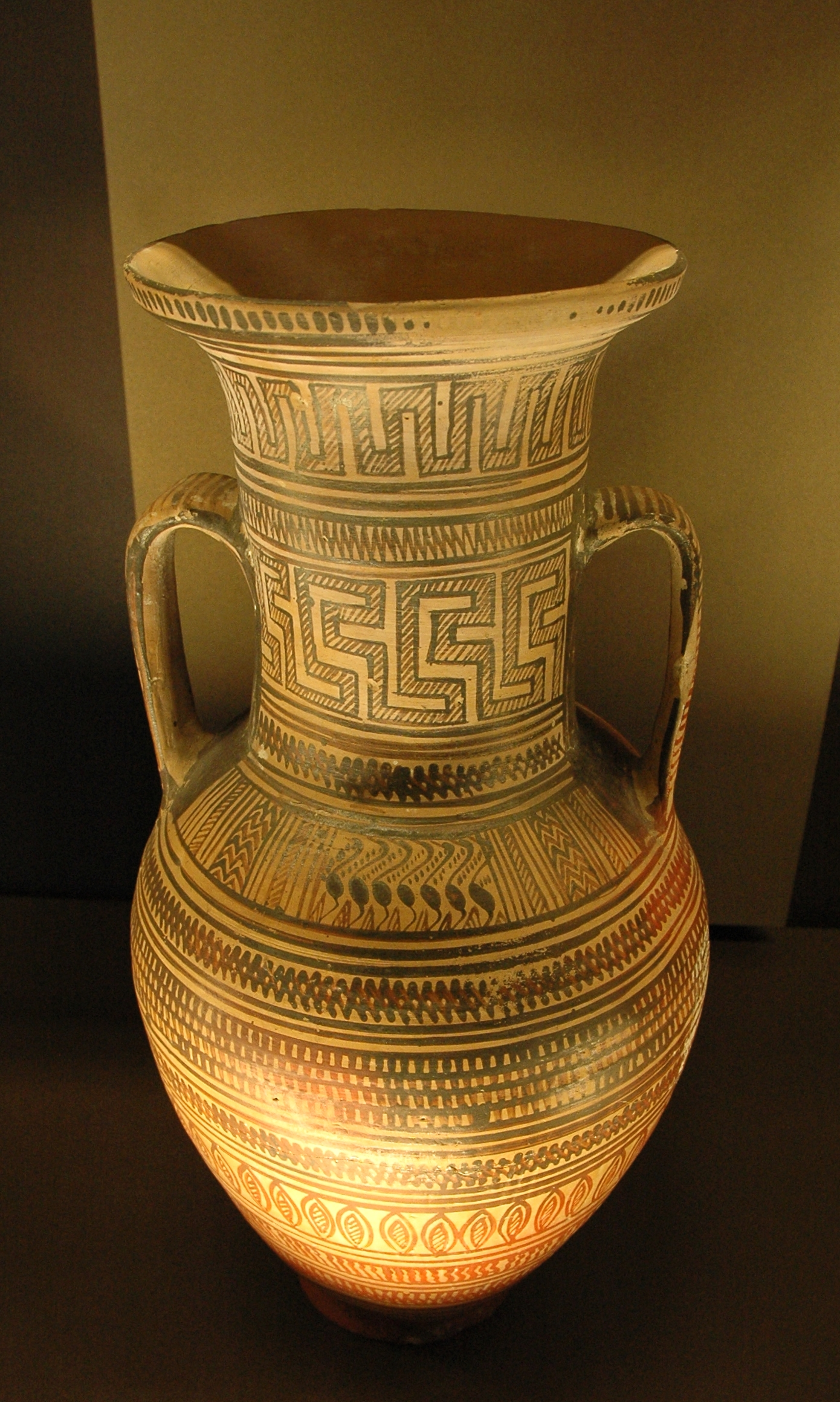
後期幾何学様式のアッティカの大きなアンフォラ。紀元前725年 – 紀元前700年

ネック・タイプのアンフォラは、古代ギリシア時代の初期には一般的に用いられたが、紀元前7世紀ごろから徐々にワンピース・タイプへと切り替わっていった。ほとんどのアンフォラは底部を尖った形に作ってあり、柔らかい地面に突き立てることによって真っ直ぐに保つことができる。
アンフォラの高さにはさまざまな種類がある。大きなタイプで1.5メートルの高さがあるかと思えば30センチ以下のものもあり、最も小さなタイプは「amphoriskoi（小さなアンフォラ）」と呼ばれた。多くのものは45センチの高さである。いくつかの種類に重要な規格統一が見られる。一例として、ワインのアンフォラはおよそ39リットルの容量を標準とし、ローマ帝国では「アンフォラ (amphora quadrantal)」という単位が生まれた。全体では、約66種類のアンフォラが確認されている。
高度な装飾が描かれたアンフォラが、社会的・儀礼的目的のため数多く生産された。その図案は、他の実用的な種類のものとはかなり異なる。例えば、広い口と丸い基部を持ち、表面が艶出しされて、人物像や幾何学的紋様で装飾されている、といったものである。こういった「パナシナイコ・アンフォラ（現代ギリシャ語:Παναθηναϊκός αμφορέας）(Panathenaic Amphorae)」は、しばしば賞与の品とされた。「我はアテネよりの賞与なり」の銘を刻まれたアンフォラが残っているが、これは、紀元前6世紀から紀元前2世紀にかけて行われたパナシナイコ・フェスティバル (Panathenaic Festival) のトロフィーである。
装飾アンフォラは、葬儀にも用いられた。主に葬儀に用いられたのは、アンフォラの一種ルートロフォロス (loutrophoros) である。アンフォラが死者の遺灰の容器として使われる一方、特大の花瓶も墓碑として用いられた。

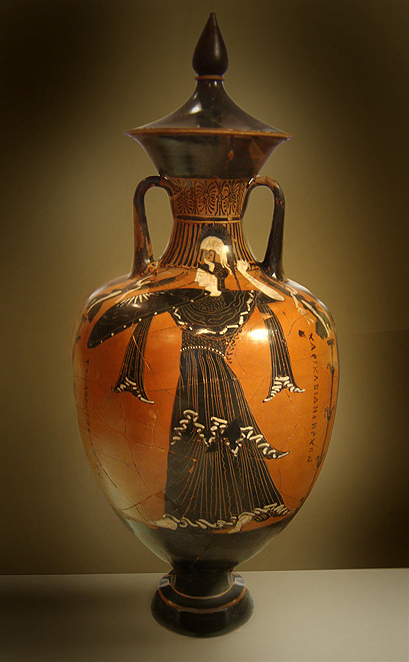
ギリシアのアンフォラ。女神アテナが描かれている。

「アンフォラ」という言葉はラテン語で、ギリシア語の「 Αμφορέας 」に由来する。これは「両側に」を意味する「amphi-」と、「pherein（運ぶ）」から派生した「phoreus（運搬器）」とが結合してできた語である。

## 符号位置
2015年リリースのUnicode 8.0で絵文字が割り振られている。
| 記号 | Unicode | JIS X 0213 | 文字参照            | 名称    |
| ---- | ------- | ---------- | ------------------- | ------- |
| 🏺   | U+1F3FA | -          | &#x1F3FA; &#127994; | AMPHORA |